# Skate America 2016
Skate America 2016 – pierwsze w kolejności zawody łyżwiarstwa figurowego w cyklu Grand Prix 2016/2017. Zawody odbywały się od 21 do 23 października 2016 roku w hali Sears Centre w Chicago.
Zwycięzcą wśród solistów został Japończyk Shōma Uno. W konkurencji solistek triumfowała reprezentantka gospodarzy Ashley Wagner. Wśród par sportowych wygrali Kanadyjczycy Julianne Séguin i Charlie Bilodeau, zaś wśród par tanecznych tytuł wywalczyli gospodarze Maia Shibutani i Alex Shibutani.

## Wyniki

### Soliści

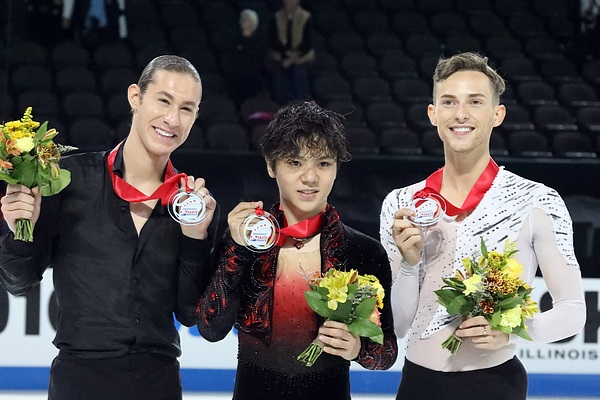
Medaliści w konkurencji solistów, od lewej: Jason Brown (USA), Shōma Uno (JPN), Adam Rippon (USA)

| Poz. | Zawodnik         | Nota łączna | SP | SP    | FS | FS     |
| ---- | ---------------- | ----------- | -- | ----- | -- | ------ |
| 1    | Shōma Uno        | 279,34      | 1  | 89,15 | 1  | 190,19 |
| 2    | Jason Brown      | 268,38      | 3  | 85,75 | 2  | 182,63 |
| 3    | Adam Rippon      | 261,43      | 2  | 87,32 | 3  | 174,11 |
| 4    | Siergiej Woronow | 245,28      | 5  | 78,68 | 5  | 166,60 |
| 5    | Jin Boyang       | 245,08      | 8  | 72,93 | 4  | 172,15 |
| 6    | Nam Nguyen       | 239,26      | 4  | 79,62 | 7  | 159,64 |
| 7    | Maksim Kowtun    | 230,75      | 10 | 67,43 | 6  | 163,32 |
| 8    | Timothy Dolensky | 226,53      | 6  | 77,59 | 8  | 148,94 |
| 9    | Jorik Hendrickx  | 224,91      | 7  | 76,62 | 9  | 148,29 |
| 10   | Brendan Kerry    | 211,76      | 9  | 71,62 | 10 | 140,14 |

### Solistki

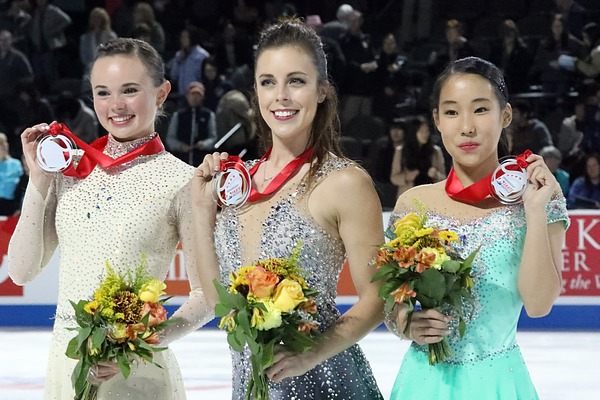
Medalistki w konkurencji solistek, od lewej: Mariah Bell (USA), Ashley Wagner (USA), Mai Mihara (JPN).

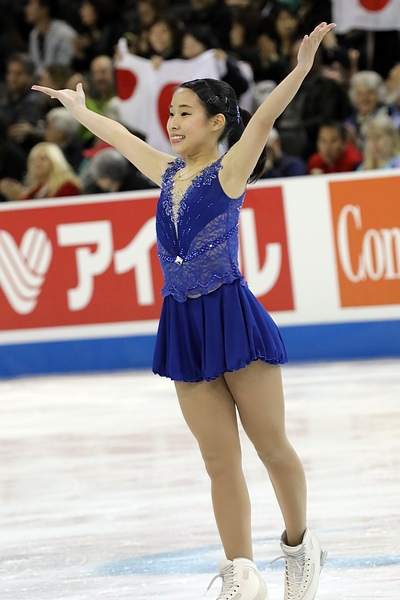
Brązowa medalistka wśród solistek Mai Mihara (JPN)

| Poz. | Zawodniczka           | Nota łączna | SP | SP    | FS | FS     |
| ---- | --------------------- | ----------- | -- | ----- | -- | ------ |
| 1    | Ashley Wagner         | 196,44      | 1  | 69,50 | 2  | 126,94 |
| 2    | Mariah Bell           | 191,59      | 6  | 60,92 | 1  | 130,67 |
| 3    | Mai Mihara            | 189,28      | 2  | 65,75 | 3  | 123,53 |
| 4    | Gabrielle Daleman     | 186,63      | 4  | 64,49 | 4  | 122,14 |
| 5    | Gracie Gold           | 184,22      | 3  | 64,87 | 5  | 119,35 |
| 6    | Mao Asada             | 176,78      | 5  | 64,47 | 6  | 112,31 |
| 7    | Sierafima Sachanowicz | 163,84      | 8  | 56,52 | 7  | 107,32 |
| 8    | Park So-youn          | 161,36      | 7  | 58,16 | 8  | 103,20 |
| 9    | Roberta Rodeghiero    | 149,13      | 9  | 52,62 | 10 | 96,51  |
| 10   | Kanako Murakami       | 145,03      | 10 | 47,87 | 9  | 97,16  |
| 11   | Angelina Kučvaļska    | 134,97      | 11 | 47,80 | 11 | 87,17  |

### Pary sportowe
| Poz. | Zawodnicy                              | Nota łączna | SP | SP    | FS | FS     |
| ---- | -------------------------------------- | ----------- | -- | ----- | -- | ------ |
| 1    | Julianne Séguin / Charlie Bilodeau     | 197,31      | 3  | 66,49 | 1  | 130,82 |
| 2    | Haven Denney / Brandon Frazier         | 192,65      | 2  | 67,29 | 2  | 125,36 |
| 3    | Jewgienija Tarasowa / Władimir Morozow | 185,94      | 1  | 75,24 | 5  | 110,70 |
| 4    | Vanessa James / Morgan Ciprès          | 174,65      | 4  | 65,78 | 7  | 108,87 |
| 5    | Kristina Astachowa / Aleksiej Rogonow  | 174,52      | 5  | 64,34 | 6  | 110,18 |
| 6    | Tarah Kayne / Daniel O'Shea            | 173,50      | 8  | 57,93 | 3  | 115,57 |
| 7    | Marissa Castelli / Mervin Tran         | 171,95      | 7  | 61,17 | 4  | 110,78 |
| 8    | Valentina Marchei / Ondřej Hotárek     | 169,69      | 6  | 62,49 | 8  | 107,20 |

### Pary taneczne
| Poz. | Zawodnicy                              | Nota łączna | SD | SD    | FD | FD     |
| ---- | -------------------------------------- | ----------- | -- | ----- | -- | ------ |
| 1    | Maia Shibutani / Alex Shibutani        | 185,75      | 1  | 73,04 | 1  | 112,71 |
| 2    | Madison Hubbell / Zachary Donohue      | 175,77      | 3  | 68,78 | 2  | 106,99 |
| 3    | Jekatierina Bobrowa / Dmitrij Sołowjow | 174,77      | 2  | 68,92 | 3  | 105,85 |
| 4    | Charlène Guignard / Marco Fabbri       | 165,44      | 5  | 64,79 | 5  | 100,65 |
| 5    | Jelena Ilinych / Rusłan Żyganszyn      | 165,16      | 4  | 66,60 | 6  | 98,56  |
| 6    | Isabella Tobias / Ilja Tkaczenko       | 161,99      | 6  | 63,33 | 5  | 98,66  |
| 7    | Elliana Pogrebinsky / Alex Benoit      | 151,76      | 8  | 58,18 | 7  | 93,58  |
| 8    | Kana Muramoto / Chris Reed             | 147,37      | 10 | 56,19 | 8  | 91,18  |
| 9    | Alisa Agafonova / Alper Uçar           | 146,10      | 7  | 58,98 | 9  | 87,12  |
| 10   | Yura Min / Alexander Gamelin           | 141,50      | 9  | 56,25 | 10 | 85,25  |